# Claude Makélélé
Claude Makélélé Sinda (Kinshasa, 18 febbraio 1973) è un allenatore di calcio, dirigente sportivo ed ex calciatore francese, di ruolo centrocampista,  direttore tecnico della nazionale di Saint Kitts e Nevis.
È vicecampione del mondo con la nazionale francese al campionato del mondo 2006.

## Biografia
Dal 2004 al 2009 ha avuto una relazione con la modella francese Noémie Lenoir, dalla quale ha avuto un figlio nel febbraio 2005 chiamato Kelyan.

## Caratteristiche tecniche
Mediano, era ritenuto tra i più forti in questo ruolo, pedina fondamentale nel centrocampo delle squadre in cui ha giocato. Si distingueva anche per grinta, intelligenza tattica e palloni recuperati che gli consentivano di essere un ottimo equilibratore nelle due fasi di gioco. Rapido nei movimenti, era forte fisicamente nonostante il fisico minuto, ed era abile anche nel palleggio e nella conduzione della palla.

## Carriera

### Giocatore

#### Club

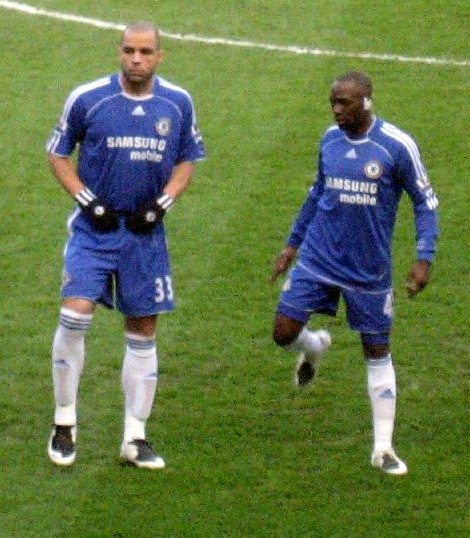
Alex e Makélélé, ex compagni nel Chelsea

Nato nello Zaire, l'odierno Congo, in lingua lingala il suo nome significa "rumoroso". Nel 1977, all'età di 4 anni, si trasferì con la famiglia nel sobborgo parigino di Savigny-le-Temple. Suo padre André-Joseph ha giocato nella Nazionale del suo paese e nel campionato di calcio belga.
A 16 anni si stabilì a Brest, dove iniziò a giocare in una scuola calcio. Entrato a far parte del locale club calcistico, nel 1992 fu ingaggiato dal Nantes, dove restò fino al 1997. Con i francesi conquistò il campionato francese 1994-1995. Di lì a poco iniziò a giocare in Nazionale e nel 1997 passò all'Olympique Marsiglia, con cui disputò la stagione 1997-1998.
Trasferitosi al club spagnolo del Celta Vigo, vi rimase per due stagioni. Nel 2000 fu acquistato dal Real Madrid. Con i madrileni vinse per due volte la Liga, una UEFA Champions League, una Supercoppa di Spagna, una Supercoppa Europea e una Coppa Intercontinentale.
Nel 2003 Makélélé e il Real Madrid dovettero affrontare la spinosa questione del rinnovo del contratto. Da un lato Makélélé era ben felice di restare, chiedendo un ritocco dell'ingaggio; dall'altro il presidente Florentino Pérez considerò Makélélé un giocatore non indispensabile, dal nome poco roboante nella squadra dei Galacticos (in quella squadra militavano giocatori come Zidane, Beckham, Luís Figo, Raul e Ronaldo) e decise di non esaudire le sue richieste. I compagni di squadra di Makélélé, compresi il capitano Fernando Hierro e Zinédine Zidane, espressero tutta la loro solidarietà al giocatore francese, consci della sua importanza tattica.
In effetti Makélélé fu uno degli artefici delle vittorie del Real Madrid, squadra al tempo formata da grandi talenti ma con poca attitudine difensiva. Makélélé fu per molto tempo la diga madridista in mezzo al campo, capace di conferire alla squadra quell'equilibrio che è visibilmente venuto a mancare dopo la sua cessione al Chelsea. Nel 2003 passò quindi al Chelsea guidato da Claudio Ranieri per una cifra vicina ai 17 milioni di sterline. Con il club inglese ha vinto la Premier League, la Supercoppa e la Coppa di Lega nel 2005, replicando il successo in campionato nel 2006. Nel 2007 ha vinto un'altra Coppa di Lega.

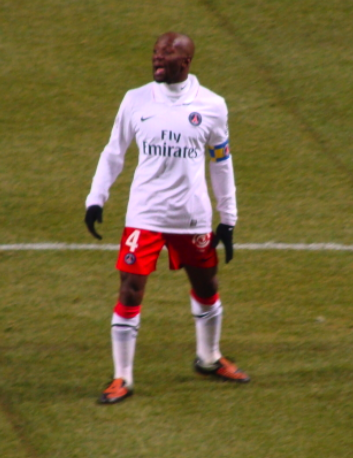
Makélélé con la maglia del Paris Saint-Germain nel 2010

Il 21 luglio 2008 viene ceduto a titolo gratuito al Paris Saint-Germain, dove diventa capitano. Con i parigini segna il suo primo e unico gol il 16 dicembre 2009 nel pareggio per 1-1 contro il Lens. Finita la stagione calcistica 2010-2011 annuncia il proprio ritiro. La sua ultima partita giocata è stata Saint-Étienne-PSG 1-1 del 29 maggio.

#### Nazionale
Pur essendo originario della Repubblica Democratica del Congo, ha deciso di giocare per la Nazionale francese, con la quale ha collezionato 71 presenze, prendendo parte ai Giochi olimpici del 1996, agli Europei under 21 del 1996, agli Europei del 2004 e del 2008 e ai Mondiali del 2002 e del 2006. Si era ritirato dopo Euro 2004, salvo poi tornare sui suoi passi nell'agosto 2005.
Ha annunciato il suo ritiro definitivo dal calcio internazionale dopo la sconfitta per 2-0 contro l'Italia, ultima partita della Francia a Euro 2008.

### Dopo il ritiro
Dopo il ritiro è stato consulente, osservatore e ambasciatore del club parigino fino al 30 dicembre 2011, quando diventa assistente tecnico del nuovo allenatore Carlo Ancelotti. Il 24 maggio 2014 viene nominato nuovo allenatore del Bastia, dal quale viene esonerato il 3 novembre dopo la sconfitta col Guingamp, ultimo in classifica che fa precipitare la squadra in piena zona retrocessione dopo 2 vittorie, 4 pareggi e 6 sconfitte.
Il 7 gennaio 2016 viene nominato direttore tecnico del Monaco, ma già il 6 giugno rescinde consensualmente il contratto. L'11 gennaio 2017 viene nominato vice allenatore dello Swansea City al fianco del nuovo allenatore Paul Clement. Il 6 novembre dello stesso anno viene chiamato ad allenare l'Eupen, ultimo nel campionato belga. Al primo anno arriva penultimo salvandosi mentre nel 2018/2019 arriva dodicesimo nella stagione regolare e quinto nei play-off Europa League. Il 14 giugno 2019 viene esonerato diventando nel contempo ambasciatore del club per alcuni progetti sociali.
Il 2 agosto 2020 fa ritorno al Chelsea come technical mentor delle giovani promesse, seguendo nel contempo anche i giocatori ceduti in prestito dal club londinese. Il 10 maggio 2021 viene nominato ambasciatore della Nazionale del Congo. Nel febbraio del 2023 diventa poi Direttore Tecnico della nazionale di Saint Kitts e Nevis. Il 25 settembre 2023 decide di lasciare consensualmente l'incarico di mentore tattico del Chelsea e di tecnico delle formazioni giovanili.
Il 14 settembre 2024 viene nominato tecnico dell'Asteras Tripolīs. Tuttavia il 7 ottobre successivo, dopo solamente tre partite in panchina, rassegna le proprie dimissioni a causa di divergenze con lo staff dirigenziale del club.

## Statistiche

### Presenze e reti nei club
| Stagione                    | Squadra                     | Campionato                  | Campionato | Campionato | Coppe nazionali | Coppe nazionali | Coppe nazionali | Coppe continentali | Coppe continentali | Coppe continentali | Altre coppe | Altre coppe | Altre coppe | Totale | Totale |
| Stagione                    | Squadra                     | Comp                        | Pres       | Reti       | Comp            | Pres            | Reti            | Comp               | Pres               | Reti               | Comp        | Pres        | Reti        | Pres   | Reti   |
| --------------------------- | --------------------------- | --------------------------- | ---------- | ---------- | --------------- | --------------- | --------------- | ------------------ | ------------------ | ------------------ | ----------- | ----------- | ----------- | ------ | ------ |
| 1990-1991                   | Brest Armorique B           | CN                          | 16         | 2          | -               | -               | -               | -                  | -                  | -                  | -           | -           | -           | 16     | 2      |
| 1991-1992                   | Brest Armorique B           | CN                          | 14         | 1          | -               | -               | -               | -                  | -                  | -                  | -           | -           | -           | 14     | 1      |
| Totale Brest Armorique FC B | Totale Brest Armorique FC B | Totale Brest Armorique FC B | 30         | 3          |                 | -               | -               |                    | -                  | -                  |             | -           | -           | 30     | 3      |
| 1991-1992                   | Nantes B                    | CN                          | 12         | 0          | -               | -               | -               | -                  | -                  | -                  | -           | -           | -           | 12     | 0      |
| 1992-1993                   | Nantes                      | D1                          | 34         | 1          | CF              | 6               | 0               | -                  | -                  | -                  | -           | -           | -           | 40     | 1      |
| 1993-1994                   | Nantes                      | D1                          | 30         | 0          | CF              | 4               | 1               | CU                 | 2                  | 0                  | -           | -           | -           | 36     | 1      |
| 1994-1995                   | Nantes                      | D1                          | 36         | 3          | CF+CdL          | 2+1             | 0+1             | CU                 | 8                  | 1                  | -           | -           | -           | 47     | 5      |
| 1995-1996                   | Nantes                      | D1                          | 33         | 0          | CF+CdL          | 1+1             | 0               | UCL                | 9                  | 0                  | SF          | 1           | 0           | 45     | 0      |
| 1996-1997                   | Nantes                      | D1                          | 36         | 5          | CF+CdL          | 0+1             | 0               | -                  | -                  | -                  | -           | -           | -           | 37     | 5      |
| Totale Nantes               | Totale Nantes               | Totale Nantes               | 169        | 9          |                 | 16              | 2               |                    | 19                 | 1                  |             | 1           | 0           | 205    | 12     |
| 1997-1998                   | O. Marsiglia                | D1                          | 32         | 2          | CF+CdL          | 2+2             | 0+1             | -                  | -                  | -                  | -           | -           | -           | 36     | 3      |
| 1998-1999                   | Celta Vigo                  | PD                          | 36         | 2          | CR              | 1               | 0               | CU                 | 7                  | 0                  | -           | -           | -           | 44     | 2      |
| 1999-2000                   | Celta Vigo                  | PD                          | 34         | 1          | CR              | 1               | 0               | CU                 | 9                  | 2                  | -           | -           | -           | 44     | 3      |
| Totale Celta Vigo           | Totale Celta Vigo           | Totale Celta Vigo           | 70         | 3          |                 | 2               | 0               |                    | 16                 | 2                  |             | -           | -           | 88     | 5      |
| 2000-2001                   | Real Madrid                 | PD                          | 33         | 0          | CR              | 0               | 0               | UCL                | 14                 | 1                  | SU+CInt     | 1+1         | 0           | 49     | 1      |
| 2001-2002                   | Real Madrid                 | PD                          | 32         | 1          | CR              | 6               | 0               | UCL                | 13                 | 0                  | SS          | 2           | 0           | 53     | 1      |
| 2002-2003                   | Real Madrid                 | PD                          | 29         | 0          | CR              | 0               | 0               | UCL                | 11                 | 0                  | SU+CInt     | 1+1         | 0           | 42     | 0      |
| ago. 2003                   | Real Madrid                 | PD                          | -          | -          | CR              | -               | -               | UCL                | -                  | -                  | SS          | 1           | 0           | 1      | 0      |
| Totale Real Madrid          | Totale Real Madrid          | Totale Real Madrid          | 94         | 1          |                 | 6               | 0               |                    | 38                 | 1                  |             | 7           | 0           | 145    | 2      |
| 2003-2004                   | Chelsea                     | PL                          | 30         | 0          | FACup+CdL       | 3+2             | 0               | UCL                | 11                 | 0                  | -           | -           | -           | 46     | 0      |
| 2004-2005                   | Chelsea                     | PL                          | 36         | 1          | FACup+CdL       | 0+4             | 0               | UCL                | 10                 | 0                  | -           | -           | -           | 50     | 1      |
| 2005-2006                   | Chelsea                     | PL                          | 31         | 0          | FACup+CdL       | 3+0             | 0               | UCL                | 6                  | 0                  | CS          | 1           | 0           | 41     | 0      |
| 2006-2007                   | Chelsea                     | PL                          | 29         | 1          | FACup+CdL       | 2+6             | 0               | UCL                | 9                  | 0                  | CS          | 0           | 0           | 46     | 1      |
| 2007-2008                   | Chelsea                     | PL                          | 18         | 0          | FACup+CdL       | 1+2             | 0               | UCL                | 13                 | 0                  | CS          | 0           | 0           | 34     | 0      |
| Totale Chelsea              | Totale Chelsea              | Totale Chelsea              | 144        | 2          |                 | 23              | 0               |                    | 49                 | 1                  |             | 1           | 0           | 217    | 2      |
| 2008-2009                   | Paris Saint-Germain         | L1                          | 34         | 0          | CF+CdL          | 1+0             | 0               | CU                 | 5                  | 0                  | -           | -           | -           | 40     | 0      |
| 2009-2010                   | Paris Saint-Germain         | L1                          | 31         | 1          | CF+CdL          | 5+0             | 0               | -                  | -                  | -                  | -           | -           | -           | 36     | 1      |
| 2010-2011                   | Paris Saint-Germain         | L1                          | 33         | 0          | CF+CdL          | 3+2             | 0               | UEL                | 3                  | 0                  | SF          | 1           | 0           | 42     | 0      |
| Totale Paris Saint-Germain  | Totale Paris Saint-Germain  | Totale Paris Saint-Germain  | 98         | 1          |                 | 11              | 0               |                    | 8                  | 0                  |             | 1           | 0           | 118    | 1      |
| Totale carriera             | Totale carriera             | Totale carriera             | 649        | 21         |                 | 62              | 3               |                    | 130                | 4                  |             | 10          | 0           | 851    | 28     |

### Cronologia presenze e reti in nazionale
| Cronologia completa delle presenze e delle reti in nazionale ― Francia | Cronologia completa delle presenze e delle reti in nazionale ― Francia | Cronologia completa delle presenze e delle reti in nazionale ― Francia | Cronologia completa delle presenze e delle reti in nazionale ― Francia | Cronologia completa delle presenze e delle reti in nazionale ― Francia | Cronologia completa delle presenze e delle reti in nazionale ― Francia | Cronologia completa delle presenze e delle reti in nazionale ― Francia | Cronologia completa delle presenze e delle reti in nazionale ― Francia |
| Data                                                                   | Città                                                                  | In casa                                                                | Risultato                                                              | Ospiti                                                                 | Competizione                                                           | Reti                                                                   | Note                                                                   |
| ---------------------------------------------------------------------- | ---------------------------------------------------------------------- | ---------------------------------------------------------------------- | ---------------------------------------------------------------------- | ---------------------------------------------------------------------- | ---------------------------------------------------------------------- | ---------------------------------------------------------------------- | ---------------------------------------------------------------------- |
| 22-7-1995                                                              | Oslo                                                                   | Norvegia                                                               | 0 – 0                                                                  | Francia                                                                | Amichevole                                                             | -                                                                      |                                                                        |
| 2-4-1997                                                               | Parigi                                                                 | Francia                                                                | 1 – 0                                                                  | Svezia                                                                 | Amichevole                                                             | -                                                                      | 37’                                                                    |
| 25-2-1998                                                              | Marsiglia                                                              | Francia                                                                | 3 – 3                                                                  | Norvegia                                                               | Amichevole                                                             | -                                                                      | 62’                                                                    |
| 4-10-2000                                                              | Saint-Denis                                                            | Francia                                                                | 1 – 1                                                                  | Camerun                                                                | Amichevole                                                             | -                                                                      | 56’                                                                    |
| 7-10-2000                                                              | Johannesburg                                                           | Sudafrica                                                              | 0 – 0                                                                  | Francia                                                                | Amichevole                                                             | -                                                                      |                                                                        |
| 15-11-2000                                                             | Istanbul                                                               | Turchia                                                                | 0 – 4                                                                  | Francia                                                                | Amichevole                                                             | -                                                                      | 31’                                                                    |
| 27-2-2001                                                              | Saint-Denis                                                            | Francia                                                                | 1 – 0                                                                  | Germania                                                               | Amichevole                                                             | -                                                                      | 83’                                                                    |
| 28-3-2001                                                              | Valencia                                                               | Spagna                                                                 | 2 – 1                                                                  | Francia                                                                | Amichevole                                                             | -                                                                      | 58’                                                                    |
| 25-4-2001                                                              | Saint-Denis                                                            | Francia                                                                | 4 – 0                                                                  | Portogallo                                                             | Amichevole                                                             | -                                                                      | 62’                                                                    |
| 1-9-2001                                                               | Santiago del Cile                                                      | Cile                                                                   | 2 – 1                                                                  | Francia                                                                | Amichevole                                                             | -                                                                      | 63’                                                                    |
| 6-10-2001                                                              | Saint-Denis                                                            | Francia                                                                | 4 – 1                                                                  | Algeria                                                                | Amichevole                                                             | -                                                                      | 58’                                                                    |
| 11-11-2001                                                             | Melbourne                                                              | Australia                                                              | 1 – 1                                                                  | Francia                                                                | Amichevole                                                             | -                                                                      | 66’                                                                    |
| 13-2-2002                                                              | Saint-Denis                                                            | Francia                                                                | 2 – 1                                                                  | Romania                                                                | Amichevole                                                             | -                                                                      | 46’                                                                    |
| 27-3-2002                                                              | Saint-Denis                                                            | Francia                                                                | 5 – 0                                                                  | Scozia                                                                 | Amichevole                                                             | -                                                                      | 46’                                                                    |
| 26-5-2002                                                              | Suwon                                                                  | Corea del Sud                                                          | 2 – 3                                                                  | Francia                                                                | Amichevole                                                             | -                                                                      | 78’                                                                    |
| 11-6-2002                                                              | Incheon                                                                | Danimarca                                                              | 2 – 0                                                                  | Francia                                                                | Mondiali 2002 - 1º turno                                               | -                                                                      |                                                                        |
| 21-8-2002                                                              | Tunisi                                                                 | Tunisia                                                                | 1 – 1                                                                  | Francia                                                                | Amichevole                                                             | -                                                                      |                                                                        |
| 7-9-2002                                                               | Nicosia                                                                | Cipro                                                                  | 1 – 2                                                                  | Francia                                                                | Qual. Euro 2004                                                        | -                                                                      |                                                                        |
| 12-10-2002                                                             | Saint-Denis                                                            | Francia                                                                | 5 – 0                                                                  | Slovenia                                                               | Qual. Euro 2004                                                        | -                                                                      |                                                                        |
| 16-10-2002                                                             | Ta' Qali                                                               | Malta                                                                  | 0 – 4                                                                  | Francia                                                                | Qual. Euro 2004                                                        | -                                                                      |                                                                        |
| 20-11-2002                                                             | Saint-Denis                                                            | Francia                                                                | 3 – 0                                                                  | Jugoslavia                                                             | Amichevole                                                             | -                                                                      | 54’                                                                    |
| 12-2-2003                                                              | Saint-Denis                                                            | Francia                                                                | 0 – 2                                                                  | Rep. Ceca                                                              | Amichevole                                                             | -                                                                      | 46’                                                                    |
| 29-3-2003                                                              | Lens                                                                   | Francia                                                                | 6 – 0                                                                  | Malta                                                                  | Qual. Euro 2004                                                        | -                                                                      |                                                                        |
| 2-4-2003                                                               | Palermo                                                                | Israele                                                                | 1 – 2                                                                  | Francia                                                                | Qual. Euro 2004                                                        | -                                                                      |                                                                        |
| 6-9-2003                                                               | Saint-Denis                                                            | Francia                                                                | 5 – 0                                                                  | Cipro                                                                  | Qual. Euro 2004                                                        | -                                                                      |                                                                        |
| 10-9-2003                                                              | Lubiana                                                                | Slovenia                                                               | 0 – 2                                                                  | Francia                                                                | Qual. Euro 2004                                                        | -                                                                      | 43’, 67’                                                               |
| 15-11-2003                                                             | Gelsenkirchen                                                          | Germania                                                               | 0 – 3                                                                  | Francia                                                                | Amichevole                                                             | -                                                                      |                                                                        |
| 18-2-2004                                                              | Bruxelles                                                              | Belgio                                                                 | 0 – 2                                                                  | Francia                                                                | Amichevole                                                             | -                                                                      | 18’                                                                    |
| 31-3-2004                                                              | Rotterdam                                                              | Paesi Bassi                                                            | 0 – 0                                                                  | Francia                                                                | Amichevole                                                             | -                                                                      | 58’                                                                    |
| 20-5-2004                                                              | Saint-Denis                                                            | Francia                                                                | 0 – 0                                                                  | Brasile                                                                | Amichevole                                                             | -                                                                      |                                                                        |
| 6-6-2004                                                               | Saint-Denis                                                            | Francia                                                                | 1 – 0                                                                  | Ucraina                                                                | Amichevole                                                             | -                                                                      | 83’                                                                    |
| 13-6-2004                                                              | Lisbona                                                                | Francia                                                                | 2 – 1                                                                  | Inghilterra                                                            | Euro 2004 - 1º turno                                                   | -                                                                      | 90+4’                                                                  |
| 21-6-2004                                                              | Coimbra                                                                | Svizzera                                                               | 1 – 3                                                                  | Francia                                                                | Euro 2004 - 1º turno                                                   | -                                                                      |                                                                        |
| 25-6-2004                                                              | Lisbona                                                                | Francia                                                                | 0 – 1                                                                  | Grecia                                                                 | Euro 2004 - Quarti di finale                                           | -                                                                      |                                                                        |
| 4-9-2004                                                               | Saint-Denis                                                            | Francia                                                                | 0 – 0                                                                  | Israele                                                                | Qual. Mondiali 2006                                                    | -                                                                      | 29’                                                                    |
| 17-8-2005                                                              | Montpellier                                                            | Francia                                                                | 3 – 0                                                                  | Costa d'Avorio                                                         | Amichevole                                                             | -                                                                      | 17’ 89’                                                                |
| 3-9-2005                                                               | Lens                                                                   | Francia                                                                | 3 – 0                                                                  | Fær Øer                                                                | Qual. Mondiali 2006                                                    | -                                                                      |                                                                        |
| 7-9-2005                                                               | Dublino                                                                | Irlanda                                                                | 0 – 1                                                                  | Francia                                                                | Qual. Mondiali 2006                                                    | -                                                                      |                                                                        |
| 8-10-2005                                                              | Berna                                                                  | Svizzera                                                               | 1 – 1                                                                  | Francia                                                                | Qual. Mondiali 2006                                                    | -                                                                      | 12’                                                                    |
| 12-11-2005                                                             | Saint-Denis                                                            | Francia                                                                | 0 – 0                                                                  | Germania                                                               | Amichevole                                                             | -                                                                      |                                                                        |
| 27-5-2006                                                              | Saint-Denis                                                            | Francia                                                                | 1 – 0                                                                  | Messico                                                                | Amichevole                                                             | -                                                                      | 48’                                                                    |
| 31-5-2006                                                              | Lens                                                                   | Francia                                                                | 2 – 0                                                                  | Danimarca                                                              | Amichevole                                                             | -                                                                      |                                                                        |
| 7-6-2006                                                               | Saint-Étienne                                                          | Francia                                                                | 3 – 1                                                                  | Cina                                                                   | Amichevole                                                             | -                                                                      |                                                                        |
| 13-6-2006                                                              | Stoccarda                                                              | Francia                                                                | 0 – 0                                                                  | Svizzera                                                               | Mondiali 2006 - 1º turno                                               | -                                                                      |                                                                        |
| 18-6-2006                                                              | Lipsia                                                                 | Francia                                                                | 1 – 1                                                                  | Corea del Sud                                                          | Mondiali 2006 - 1º turno                                               | -                                                                      |                                                                        |
| 23-6-2006                                                              | Colonia                                                                | Togo                                                                   | 0 – 2                                                                  | Francia                                                                | Mondiali 2006 - 1º turno                                               | -                                                                      | 30’                                                                    |
| 27-6-2006                                                              | Hannover                                                               | Spagna                                                                 | 1 – 3                                                                  | Francia                                                                | Mondiali 2006 - Ottavi di finale                                       | -                                                                      |                                                                        |
| 1-7-2006                                                               | Francoforte sul Meno                                                   | Brasile                                                                | 0 – 1                                                                  | Francia                                                                | Mondiali 2006 - Quarti di finale                                       | -                                                                      |                                                                        |
| 5-7-2006                                                               | Monaco di Baviera                                                      | Portogallo                                                             | 0 – 1                                                                  | Francia                                                                | Mondiali 2006 - Semifinale                                             | -                                                                      |                                                                        |
| 9-7-2006                                                               | Berlino                                                                | Italia                                                                 | 1 – 1 dts (5 – 3 dtr)                                                  | Francia                                                                | Mondiali 2006 - Finale                                                 | -                                                                      | [ 27 ]                                                                 |
| 2-9-2006                                                               | Tbilisi                                                                | Georgia                                                                | 0 – 3                                                                  | Francia                                                                | Qual. Euro 2008                                                        | -                                                                      | 58’                                                                    |
| 6-9-2006                                                               | Saint-Denis                                                            | Francia                                                                | 3 – 1                                                                  | Italia                                                                 | Qual. Euro 2008                                                        | -                                                                      |                                                                        |
| 7-10-2006                                                              | Glasgow                                                                | Scozia                                                                 | 1 – 0                                                                  | Francia                                                                | Qual. Euro 2008                                                        | -                                                                      |                                                                        |
| 15-11-2006                                                             | Saint-Denis                                                            | Francia                                                                | 1 – 0                                                                  | Grecia                                                                 | Amichevole                                                             | -                                                                      | 46’                                                                    |
| 7-2-2007                                                               | Saint-Denis                                                            | Francia                                                                | 0 – 1                                                                  | Argentina                                                              | Amichevole                                                             | -                                                                      | 88’                                                                    |
| 24-3-2007                                                              | Kaunas                                                                 | Lituania                                                               | 0 – 1                                                                  | Francia                                                                | Qual. Euro 2008                                                        | -                                                                      |                                                                        |
| 2-6-2007                                                               | Saint-Denis                                                            | Francia                                                                | 2 – 0                                                                  | Ucraina                                                                | Qual. Euro 2008                                                        | -                                                                      |                                                                        |
| 6-6-2007                                                               | Auxerre                                                                | Francia                                                                | 1 – 0                                                                  | Georgia                                                                | Qual. Euro 2008                                                        | -                                                                      |                                                                        |
| 22-8-2007                                                              | Trnava                                                                 | Slovacchia                                                             | 0 – 1                                                                  | Francia                                                                | Amichevole                                                             | -                                                                      | 49’                                                                    |
| 8-9-2007                                                               | Milano                                                                 | Italia                                                                 | 0 – 0                                                                  | Francia                                                                | Qual. Euro 2008                                                        | -                                                                      | 7’                                                                     |
| 12-9-2007                                                              | Parigi                                                                 | Francia                                                                | 0 – 1                                                                  | Scozia                                                                 | Qual. Euro 2008                                                        | -                                                                      |                                                                        |
| 13-10-2007                                                             | Tórshavn                                                               | Fær Øer                                                                | 0 – 6                                                                  | Francia                                                                | Qual. Euro 2008                                                        | -                                                                      | 72’                                                                    |
| 17-10-2007                                                             | Nantes                                                                 | Francia                                                                | 2 – 0                                                                  | Lituania                                                               | Qual. Euro 2008                                                        | -                                                                      |                                                                        |
| 16-11-2007                                                             | Saint-Denis                                                            | Francia                                                                | 2 – 2                                                                  | Marocco                                                                | Amichevole                                                             | -                                                                      | 46’                                                                    |
| 21-11-2007                                                             | Kiev                                                                   | Ucraina                                                                | 2 – 2                                                                  | Francia                                                                | Qual. Euro 2008                                                        | -                                                                      |                                                                        |
| 26-3-2008                                                              | Saint-Denis                                                            | Francia                                                                | 1 – 0                                                                  | Inghilterra                                                            | Amichevole                                                             | -                                                                      |                                                                        |
| 31-5-2008                                                              | Tolosa                                                                 | Francia                                                                | 0 – 0                                                                  | Paraguay                                                               | Amichevole                                                             | -                                                                      | 46’                                                                    |
| 3-6-2008                                                               | Saint-Denis                                                            | Francia                                                                | 1 – 0                                                                  | Colombia                                                               | Amichevole                                                             | -                                                                      |                                                                        |
| 9-6-2008                                                               | Zurigo                                                                 | Romania                                                                | 0 – 0                                                                  | Francia                                                                | Euro 2008 - 1º turno                                                   | -                                                                      |                                                                        |
| 13-6-2008                                                              | Berna                                                                  | Paesi Bassi                                                            | 4 – 1                                                                  | Francia                                                                | Euro 2008 - 1º turno                                                   | -                                                                      | 32’                                                                    |
| 17-6-2008                                                              | Zurigo                                                                 | Francia                                                                | 0 – 2                                                                  | Italia                                                                 | Euro 2008 - 1º turno                                                   | -                                                                      |                                                                        |
| Totale                                                                 |                                                                        | Presenze                                                               | 71                                                                     |                                                                        | Reti                                                                   | 0                                                                      |                                                                        |

### Statistiche da allenatore

#### Club
Statistiche aggiornate al 28 maggio 2018.
| Stagione        | Squadra         | Campionato      | Campionato | Campionato | Campionato | Campionato | Coppe nazionali | Coppe nazionali | Coppe nazionali | Coppe nazionali | Coppe nazionali | Coppe continentali | Coppe continentali | Coppe continentali | Coppe continentali | Coppe continentali | Altre coppe | Altre coppe | Altre coppe | Altre coppe | Altre coppe | Totale | Totale | Totale | Totale | % Vittorie |
| Stagione        | Squadra         | Comp            | G          | V          | N          | P          | Comp            | G               | V               | N               | P               | Comp               | G                  | V                  | N                  | P                  | Comp        | G           | V           | N           | P           | G      | V      | N      | P      | %          |
| --------------- | --------------- | --------------- | ---------- | ---------- | ---------- | ---------- | --------------- | --------------- | --------------- | --------------- | --------------- | ------------------ | ------------------ | ------------------ | ------------------ | ------------------ | ----------- | ----------- | ----------- | ----------- | ----------- | ------ | ------ | ------ | ------ | ---------- |
| ago.-nov. 2014  | Bastia          | L1              | 12         | 2          | 4          | 6          | CF+CdL          | 0+1             | 0+1             | 0+0             | 0+0             | -                  | -                  | -                  | -                  | -                  | -           | -           | -           | -           | -           | 13     | 3      | 4      | 6      | 23,08      |
| nov. 2017-2018  | Eupen           | PL              | 16+10      | 4+2        | 5+2        | 7+6        | CB              | 1               | 0               | 0               | 1               | -                  | -                  | -                  | -                  | -                  | -           | -           | -           | -           | -           | 27     | 6      | 7      | 14     | 22,22      |
| 2018-2019       | Eupen           | PL              | 30+10      | 10+3       | 2+2        | 18+5       | CB              | 3               | 2               | 0               | 1               | -                  | -                  | -                  | -                  | -                  | -           | -           | -           | -           | -           | 43     | 15     | 4      | 24     | 34,88      |
| Totale Eupen    | Totale Eupen    | Totale Eupen    | 46+20      | 14+5       | 7+4        | 25+11      |                 | 4               | 2               | 0               | 2               |                    | -                  | -                  | -                  | -                  |             | -           | -           | -           | -           | 70     | 21     | 11     | 38     | 30,00      |
| Totale carriera | Totale carriera | Totale carriera | 78         | 21         | 15         | 42         |                 | 5               | 3               | 0               | 2               |                    | -                  | -                  | -                  | -                  |             | -           | -           | -           | -           | 83     | 24     | 15     | 44     | 28,92      |

## Palmarès

### Club

#### Competizioni nazionali
- Campionato francese: 1

Nantes: 1994-1995
- Campionato spagnolo: 2

Real Madrid: 2000-2001, 2002-2003
- Supercoppa di Spagna: 2

Real Madrid: 2001, 2003
- Campionato inglese: 2

Chelsea: 2004-2005, 2005-2006
- Coppa di Lega inglese: 2

Chelsea: 2004-2005, 2006-2007
- Coppa d'Inghilterra: 1

Chelsea: 2006-2007
- Community Shield: 1

Chelsea: 2005
- Coppa di Francia: 1

Paris SG: 2009-2010

#### Competizioni internazionali
- UEFA Champions League: 1

Real Madrid: 2001-2002
- Supercoppa UEFA: 1

Real Madrid: 2002
- Coppa Intercontinentale: 1

Real Madrid: 2002

### Individuale
- FIFPro World XI: 1

2004-2005